# Vuelta a Andalucía 1977
La 24ª edición de la Vuelta a Andalucía se disputó entre el 12 y el 18 de febrero de 1977 con un recorrido de 844,00 km dividido en 7 etapas, tres de ellas dobles, con inicio y final en Málaga. 
El vencedor, el  alemán Dietrich Thurau, cubrió la prueba a una velocidad media de 39,602 km/h logrando también en la clasificación de la regularidad.  En la clasificación de la montaña se impuso el  holandés Hubert Pronk y en la de metas volantes el  español Jesús Suárez Cuevas.

## Etapas
| Etapa  | Fecha         | Recorrido               | Km         | Ganador de la etapa |
| 1ª (a) | 12 de febrero | Málaga - Málaga         | 20,0       | Dietrich Thurau     |
| 1ª (b) | 12 de febrero | Málaga - Cueva de Nerja | 52,0       | Klaus-Peter Thaler  |
| 2ª (a) | 13 de febrero | Nerja - Antequera       | 116,0      | Dietrich Thurau     |
| 2ª (b) | 13 de febrero | Antequera - Montilla    | 89,0       | Dietrich Thurau     |
| 3ª     | 14 de febrero | Montilla - Córdoba      | 120,0      | Dietrich Thurau     |
| 4ª     | 15 de febrero | Córdoba - Dos Hermanas  | 141,0      | Dietrich Thurau     |
| 5ª     | 16 de febrero | Ronda - San Roque       | 117,0      | Dietrich Thurau     |
| 6ª     | 17 de febrero | Ceuta - Ceuta           | 96,0       | Dietrich Thurau     |
| 7ª (a) | 18 de febrero | Marbella - Fuengirola   | 28,0 (CRI) | Dietrich Thurau     |
| 7ª (b) | 18 de febrero | Fuengirola - Málaga     | 31,0 (CRI) | Aad van den Hoek    |